# Rodrigue Landry
Pour les articles homonymes, voir Landry.
Rodrigue Landry, né en 1948, est un universitaire canadien dont les travaux portent sur les communautés de langue officielle en situation minoritaire. Ses recherches ont un impact majeur dans la compréhension des facteurs d'autodétermination pour le maintien de la langue française et de l'identité francophone.

## Biographie
Rodrigue Landry détient un doctorat en psychologie éducationnelle de l'Université du Wisconsin,. De 1975 à 2002, il est professeur de psychologie éducationnelle à la Faculté des sciences de l'éducation de l'Université de Moncton. Il est directeur du Département d'éducation spéciale de 1979 à 1982. Il est retraité depuis 2012.
Il est l'auteur du concept sociopolitique de l'autonomie culturelle, qui identifie les éléments à prendre en compte afin d'assurer la vitalité linguistique des communautés en milieu minoritaire.
Il est également un pionnier de la Faculté des sciences de l'éducation de l'Université de Moncton. Il fonde le Centre de recherche et de développement en éducation de l'Université de Moncton et dirige durant dix ans l'Institut canadien de recherche sur les minorités linguistiques (2002-2012),,.

## Prix et honneurs
- 2013 : Personnalité de l'année Radio-Canada/L'Acadie Nouvelle
- 2013 : Prix de mérite de l'Association des enseignantes et des enseignants franco-ontariens[5]
- 2012: Prix Boréal de la Fédération des communautés francophones et acadienne du Canada, pour avoir contribué à éclairer la réalité des communautés francophones[6].

## Publications
- Marie-Odile Magnan (dir.), Patricia Lamarre (dir.), Réal Allard et Rodrigue Landry, « Bilinguisme et construction identitaire d'élèves d'écoles de langue anglaise au Québec », Minorités linguistiques et société, vol. 7,‎ 2016, p. 18-47.
- Sylvain St-Onge et Rodrigue Landry, « Dispositions cognitivo-affectives des jeunes francophones de la région de Moncton au Nouveau-Brunswick envers les communautés de langue officielle », Canadian Institute for Research on Linguistic Minorities,‎ avril 2014.
- (en) Réal Allard et Rodrigue Landry, Graduating from an English High School in Quebec : Postsecondary Education Aspirations and Career Plans, Canadian Institute for Research on Linguistic Minorities, janvier 2015.
- Éric Forgues et Rodrigue Landry, « L'accès aux services de santé en français et leur utilisation en contexte francophone minoritaire », Société Santé en français et Institut canadien de recherche sur les minorités linguistiques,‎ 2014.
- (en) Rodrigue Landry (dir.), Life in an Official Minority Language in Canada, Canadian Institute for Research on Linguistic Minorities, 2014.
- Éric Forgues, Josée Guignard Noël et Rodrigue Landry, « Qui sont les francophones ? : Analyse de définitions selon les variables du recensement. Mise à jour : Recensement de 2011 », Canadian Institute for Research on Linguistic Minorities,‎ 2014.
- Réal Allard, Kennet Deveau et Rodrigue Landry, « Bilinguisme et métissage identitaire : Vers un modèle conceptuel », Minorités linguistiques et société, vol. 3,‎ 2013, p. 56-79.
- (en) Réal Allard, Kenneth Deveau et Rodrigue Landry, « The vitality of the English-speaking community of Quebec : A sociolinguistic profile of secondary 4 students in Quebec English schools », New Canadian Perspectives, Ottawa, Canadian Heritage,‎ 2013.
- Rodrigue Landry, « Au-delà de l'école : Le projet politique de l'autonomie culturelle », Francophonies d'Amérique, vol. 26,‎ 2009, p. 149-183.
- Rodrigue Landry et Serge Rousselle, Éducation et droits collectifs : au-delà de l'article 23 de la Charte, Éditions de la Francophonie, 2003.
- Réal Allard, Kenneth Deveau, Rodrigue Landry et A. Mogard (dir.), Innovation et adaptation : Expériences acadiennes contemporaines, Bruxelles, Peter Lang, 2006, « La vitalité ethnolinguistique et l'étude du développement bilingue des minorités acadiennes et francophones du Canada Atlantique », p. 85-104.
- Réal Allard, Noëlla Bourgeois, Kenneth Deveau et Rodrigue Landry, « Autodétermination du comportement langagier en milieu minoritaire : Un modèle conceptuel », Francophonies d'Amérique, vol. 20,‎ 2005, p. 63-78.